# 和田光一
和田 光一（わだ こういち、1950年11月13日 -  ）は、日本の社会福祉学者、創価大学名誉教授。

## 来歴
福島県生まれ。1972年4月駒澤大学大学院人文科学研究科修士課程社会学専修入学。1975年3月 同修士課程修了（文学修士）。1978年4月東京都庁福祉局（児童自立支援施設、知的障害児施設、児童相談所、東京都心身障害者福祉センターのケースワーカー等）。1990年4月東京都福祉局補装具研究所主任研究員（東京都福祉局地域福祉推進部兼務）。
1992年4月日本社会事業大学専攻科入学 1993年3月 同大学専攻科卒業。1996年4月 東京都より出向（財団法人）東京都高齢者研究・社会福祉振興財団。
2001年4月つくば国際大学産業社会学部教授に就任。2003年東京都社会福祉協議会 社会福祉功労賞受賞。
2005年4月 創価大学文学部人間学科教授となる。ほか東京都立大学 (1949-2011)作業療法学科、高崎経済大学地域政策学部、埼玉医科大学看護学部などで非常勤講師を務めた。
東京都福祉用具選定委員会会長、東京都保健福祉財団 福祉用具選定委員会委員長、東京都訪問リハビリテーション検討委員会座長などを歴任。

## 著書
- 馬場茂樹, 横倉聡, 和田光一『初めて学ぶ現代社会福祉』学文社、2002年。ISBN 4762010952。
- 和田光一, 東京都高齢者研究・福祉振興財団『福祉機器給付制度ハンドブック』（第1版）東京都高齢者研究・福祉振興財団〈高齢者・障害者の生活をささえる福祉機器〉、2004年。ISBN 4902042126。
- 馬場茂樹, 和田光一『現代社会福祉のすすめ』（改訂版）学文社、2009年。ISBN 9784762019128。
- 和田光一, 筒井澄栄『最新障害者福祉のすすめ』学文社〈シリーズ社会福祉のすすめ〉、2021年。ISBN 9784762030956。
- 和田光一『福祉用具の給付と選定 : 知って得する見分け方』東京都福祉保健財団、2023年。ISBN 9784902042603。

## 論文
- 和田光一「福祉用具 住宅改修の役割」『介護支援専門員のための福祉用具 住宅改修活用マニュアル2000』、(株) メディカルレビュー社、2000年、CRID 1573387449714929920。
- 和田光一「福祉用具の役割とサービスシステム : 介護保険下における」『福祉のまちづくり研究』第3巻第1号、日本福祉のまちづくり学会、2001年、5-13頁、CRID 1390282680227028864、doi:10.18975/jais.3.1_5、ISSN 13458973。
- 筒井澄栄, 和田光一「介護支援専門員の福祉用具活用に関する意識調査」『岡山県立大学保健福祉学部紀要』第8巻、岡山県立大学保健福祉学部、2001年、20-26頁、CRID 1390290697737097984、doi:10.15009/00000739、ISSN 1341-2531。
- 中村幸子, 筒井澄栄, 石川彪, 上之園佳子, 嶌末憲子, 和田光一「障害者施設における介護事故の現状と課題」『介護福祉学』第12巻第1号、日本介護福祉学会、2005年10月、84-93頁、CRID 1570291227925739136、ISSN 13408178。
- 和田光一「特集 介護保険の制度」『くらしとろうさい保険』第2007巻、労災年金福祉協会、2007年、10-29頁、CRID 1522543655660744320。
- 和田光一「知っておきたい福祉用具の給付制度(1)福祉用具の給付制度」『福祉介護機器technoプラス』第2巻第9号、日本工業出版、2009年9月、60-64頁、CRID 1520291854881400960、ISSN 18827691。
- 和田光一「アドボカシー 知っておきたい福祉用具の給付制度(2)障害者自立支援法と補装具給付」『福祉介護機器technoプラス』第2巻第10号、日本工業出版、2009年10月、67-73頁、CRID 1520854805793847296、ISSN 18827691。
- 和田光一「知っておきたい福祉用具の給付制度(3)日常生活用具の給付制度」『福祉介護機器technoプラス』第2巻第11号、日本工業出版、2009年11月、69-72頁、CRID 1520854805143968640、ISSN 18827691。
- 和田光一「知っておきたい福祉用具の給付制度(4)介護保険制度の福祉用具貸与」『福祉介護機器technoプラス』第2巻第12号、日本工業出版、2009年12月、60-66頁、CRID 1523388079586091136、ISSN 18827691。
- 和田光一「知っておきたい福祉用具の給付制度(5)介護保険制度の福祉用具の購入」『福祉介護機器technoプラス』第3巻第1号、日本工業出版、2010年1月、65-68頁、CRID 1520854803514435584、ISSN 18827691。
- 和田光一「介護保険制度における訪問リハビリテーションの現状と課題」『ソシオロジカ』第37巻1・2、創価大学社会学会、2013年3月、99-108頁、CRID 1050001337728137216、ISSN 03859754。